# Диас, Ник
Ни́колас Ро́берт Ди́ас (англ. Nickolas Robert Diaz; род. 2 августа 1983, Стоктон (Калифорния), США) — американский боец смешанных единоборств (ММА), более известный как Ник Диас. Бывший чемпион Strikeforce и WEC в полусреднем весе. Старший брат Нейта Диаса. 
Дрался в таких организациях как Pride Fighting Championships, Elite Xtreme Combat, Strikeforce и UFC. Диасу был вручён чёрный пояс по бразильскому джиу-джитсу Цезарем Грэйси 8 мая 2007 года. Тренируется в Cesar Gracie Jiu-Jitsu Academy в Плезант-Хилл, Калифорния. За всю карьеру ни разу не уступил болевым или удушающим, лишь раз был отправлен в нокаут Джереми Джексоном в начале своей карьеры, после дважды взял реванш. Имеет впечатляющую победную серию: 26 побед при 8 поражениях. На декабрь 2012 года Диас находится на 4-м месте в мире в полусреднем дивизионе по версии Sherdog, его называли топовым бойцом MMAWeekly и USA Today.
Согласно новым правилам NAC — которые, к слову, на момент боя Диас-Сильва ещё не вступили в силу — за третий положительный тест на марихуану бойцу должны дать отстранение на 3 года. На деле же ему дали 5 лет, и адвокат Ника Лукас Миддлбрук сообщил о намерении подать апелляцию на «отстранение из мести», как он назвал решение Комиссии.
В ночь поединка с Сильвой Диас был протестирован трижды. Один тест был взят до боя с Сильвой (7:12 p.m.), ещё два — после (10:38 p.m. и 11:55 p.m.). Первый и третий образцы были протестированы аккредитованной WADA (Всемирным антидопинговым агентством) лабораторией в Солт-Лейк-Сити; оба этих образца пришли чистыми. Второй образец был протестирован лабораторией Quest Diagnostics Inc., не сертифицированной WADA. 
Ник был дисквалифицирован после данного эпизода. Дисквалификация составляла 5 лет, но через несколько месяцев ему сократили дисквалификацию до 2-х лет.

## Титулы и достижения
- Ultimate Fighting Championship
  - Обладатель премии «Лучший бой вечера»  за бой против Би Джей Пенна
  - Обладатель премии «Болевой приём вечера»  за бой против Джоша Нира
- Strikeforce
  - Чемпион Strikeforce в полусредней весовой категории (один раз)

- World Extreme Cagefighting
  - Чемпион WEC в полусредней весовой категории (один раз)
- International Fighting Championship
  - Чемпион IFC U.S. в полусредней весовой категории (один раз)
  - Чемпион IFC Americas в полусредней весовой категории (один раз)
- Inside Fights
  - 2007  Бой года против Таканори Гоми 24 февраля

## Команда
- Цезарь Грейси: тренер по БЖЖ и менеджер — обладатель чёрного пояса по бразильскому джиу-джитсу, воспитавший множество бойцов мирового класса, таких как Ник Диас, Джейк Шилдс, Нэйт Диас, Гилберт Мелендес, Дэвид Тэррел.
- Рич Перес: тренер по боксу — тренер, долгое время работающий в зале Цезаря Грейси.
- Нэйт Диаз, партнер по команде — родной брат Ника Диаза, также выступающий на профессиональном уровне боец смешанных боевых искусств, обладатель чёрного пояса по БЖЖ, выступает в лёгком весе UFC
- Гилберт Мелендес, партнер по команде — боец мирового уровня, последний чемпион Strikeforce в лёгком весе.
- Джейк Шилдс, партнер по команде — боец мирового уровня

## Статистика
| Боёв 38         | Побед 26 | Поражений 10 |
| --------------- | -------- | ------------ |
| Нокаутом        | 14       | 3            |
| Сдачей          | 7        | 0            |
| Решением        | 5        | 7            |
| Не состоявшихся | 2        | 2            |

| Результат    | Рекорд    | Соперник           | Способ                                             | Турнир                                            | Дата             | Раунд | Время | Место                  | Примечание |
| ------------ | --------- | ------------------ | -------------------------------------------------- | ------------------------------------------------- | ---------------- | ----- | ----- | ---------------------- | --- |
| Поражение    | 26-10 (2) | Робби Лоулер       | TKO (удар рукой)                                   | UFC 266                                           | 25 сентября 2021 | 3     | 0:44  | Лас-Вегас, Невада, США | |
| Не состоялся | 26-9 (2)  | Андерсон Силва     | Не состоялся (аннуляция)                           | UFC 183                                           | 31 января 2015   | 5     | 5:00  | Лас-Вегас, США         | Дебют в средней весовой категории. Результат был аннулирован после положительного теста Силвы на дростанолон и андростерон, и положительного теста Диаса на наркотики.  |
| Поражение    | 26-9 (1)  | Жорж Сен-Пьер      | Единогласное решение                               | UFC 158                                           | 16 марта 2013    | 5     | 5:00  | Монреаль, Канада       | Бой за титул чемпиона UFC в полусреднем весе. |
| Поражение    | 26-8 (1)  | Карлос Кондит      | Единогласное решение                               | UFC 143                                           | 4 февраля 2012   | 5     | 5:00  | Лас-Вегас, США         | Бой за титул временного чемпиона UFC в полусреднем весе. |
| Победа       | 26-7 (1)  | Би Джей Пенн       | Единогласное решение                               | UFC 137                                           | 29 октября 2011  | 3     | 5:00  | Лас-Вегас, США         | Лучший бой вечера. |
| Победа       | 25-7 (1)  | Пол Дейли          | Технический нокаут (удары)                         | Strikeforce: Diaz vs. Daley                       | 9 апреля 2011    | 1     | 4:57  | Сан-Диего, США         | Защитил чемпионский титул Strikeforce в полусреднем весе. |
| Победа       | 24-7 (1)  | Эванжелиста Сантус | Болевой приём (рычаг локтя)                        | Strikeforce: Diaz vs. Cyborg                      | 29 января 2011   | 2     | 4:50  | Сан-Хосе, США          | Защитил чемпионский титул Strikeforce в полусреднем весе. |
| Победа       | 23-7 (1)  | Кей Джей Нунс      | Единогласное решение                               | Strikeforce: Diaz vs. Noons II                    | 9 октября 2010   | 5     | 5:00  | Сан-Хосе, США          | Защитил чемпионский титул Strikeforce в полусреднем весе. |
| Победа       | 22-7 (1)  | Хаято Сакураи      | Болевой приём (рычаг локтя)                        | DREAM 14                                          | 29 мая 2010      | 1     | 3:54  | Сайтама, Япония        | |
| Победа       | 21-7 (1)  | Марюс Жаромскис    | Нокаут (удар)                                      | Strikeforce: Miami                                | 30 января 2010   | 1     | 4:35  | Санрайз, США           | Завоевал чемпионский титул Strikeforce в полусреднем весе. |
| Победа       | 20-7 (1)  | Скотт Смит         | Удушающий приём (сзади)                            | Strikeforce: Lawler vs. Shields                   | 6 июня 2009      | 3     | 1:41  | Сент-Луис, США         | |
| Победа       | 19-7 (1)  | Фрэнк Шемрок       | Технический нокаут (удары)                         | Strikeforce: Shamrock vs. Diaz                    | 11 апреля 2009   | 2     | 3:57  | Сан-Хосе, США          | |
| Победа       | 18-7 (1)  | Томас Денни        | Нокаут (удары)                                     | EliteXC: Unfinished Business                      | 26 июля 2008     | 2     | 0:30  | Стоктон, США           | |
| Победа       | 17-7 (1)  | Мухсин Корббри     | Технический нокаут (удары)                         | EliteXC: Return of the King                       | 14 июня 2008     | 3     | 3:59  | Гонолулу, США          | |
| Победа       | 16-7 (1)  | Кацуя Иноуэ        | Технический нокаут (остановка по решению тренеров) | Dream 3: Lightweight Grand Prix 2008 Second Round | 11 мая 2008      | 1     | 6:45  | Сайтама, Япония        | Возвращение в полусредний вес. |
| Поражение    | 15-7 (1)  | Кей Джей Нунс      | Технический нокаут (остановка по решению врача)    | EliteXC: Renegade                                 | 10 ноября 2007   | 1     | 5:00  | Корпус-Кристи, США     | Бой за чемпионский титул EliteXC в лёгком весе. |
| Победа       | 15-6 (1)  | Майк Айна          | Раздельное решение                                 | EliteXC: Renegade                                 | 15 сентября 2007 | 3     | 5:00  | Гонолулу, США          | |
| Не состоялся | 14-6 (1)  | Таканори Гоми      | Не состоялся (аннуляция)                           | PRIDE 33                                          | 24 февраля 2007  | 2     | 1:46  | Лас-Вегас, США         | Дебют в лёгком весе. Первоначально победа Диаса удушающим приёмом (гогоплата). Результат был аннулирован после положительного теста Диаса на наркотики.                 |
| Победа       | 14-6      | Глейсон Тибау      | Технический нокаут (удары)                         | UFC 65                                            | 18 ноября 2006   | 2     | 2:27  | Сакраменто, США        | |
| Победа       | 13-6      | Джош Нир           | Болевой приём (кимура)                             | UFC 62                                            | 26 августа 2006  | 3     | 1:42  | Лас-Вегас, США         | Болевой приём вечера. |
| Победа       | 12-6      | Рей Штайнбайс      | Единогласное решение                               | ICFO 1: Stockton                                  | 13 мая 2006      | 3     | 5:00  | Стоктон, США           | |
| Поражение    | 11-6      | Шон Шерк           | Единогласное решение                               | UFC 59                                            | 15 апреля 2006   | 3     | 5:00  | Анахайм, США           | |
| Поражение    | 11-5      | Джо Риггс          | Единогласное решение                               | UFC 57                                            | 4 февраля 2006   | 3     | 5:00  | Лас-Вегас, США         | |
| Поражение    | 11-4      | Диего Санчес       | Единогласное решение                               | The Ultimate Fighter 2 Finale                     | 5 ноября 2005    | 3     | 5:00  | Лас-Вегас, США         | |
| Победа       | 11-3      | Кодзи Оиси         | Нокаут (удары)                                     | UFC 53                                            | 4 июня 2005      | 1     | 1:24  | Атлантик-Сити, США     | |
| Победа       | 10-3      | Дрю Фикетт         | Технический нокаут (удары)                         | UFC 51                                            | 5 февраля 2005   | 1     | 4:40  | Лас-Вегас, США         | |
| Поражение    | 9-3       | Каро Парисян       | Раздельное решение                                 | UFC 49                                            | 21 августа 2004  | 3     | 5:00  | Лас-Вегас, США         | |
| Победа       | 9-2       | Робби Лоулер       | Нокаут (удары)                                     | UFC 47                                            | 2 апреля 2004    | 2     | 1:31  | Лас-Вегас, США         | |
| Победа       | 8-2       | Джереми Джексон    | Болевой приём (рычаг локтя)                        | UFC 44                                            | 26 сентября 2003 | 3     | 2:04  | Лас-Вегас, США         | |
| Победа       | 7-2       | Джереми Джексон    | Технический нокаут (удары)                         | IFC Warriors Challenge 18                         | 19 июля 2003     | 1     | 4:33  | Лейкпорт, США          | Защитил титул чемпиона IFC U.S. в полусреднем весе. Завоевал чемпионский титул IFC Americas в полусреднем весе. Завоевал чемпионский титул ISKA MMA в полусреднем весе. |
| Победа       | 6-2       | Джо Хёрли          | Болевой приём (кимура)                             | WEC 6                                             | 27 марта 2003    | 1     | 1:55  | Лемур, США             | Завоевал вакантный титул чемпиона WEC в полусреднем весе. |
| Поражение    | 5-2       | Куниёси Хиронака   | Раздельное решение                                 | Shooto: Year End Show 2002                        | 14 декабря 2002  | 3     | 5:00  | Тиба, Япония           | |
| Победа       | 5-1       | Харрис Сармьенто   | Технический нокаут (остановка по решению тренеров) | Warriors Quest 8                                  | 24 октября 2002  | 2     | 1:47  | Гонолулу, США          | |
| Поражение    | 4-1       | Джереми Джексон    | Технический нокаут (удары)                         | UA 4: King of the Mountain                        | 28 сентября 2002 | 1     | 0:49  | Оберри, США            | Финал King of the Mountain в полусреднем весе. |
| Победа       | 4-0       | Адам Линн          | Болевой приём (рычаг локтя)                        | UA 4: King of the Mountain                        | 28 сентября 2002 | 1     | 2:51  | Оберри, США            | Полуфинал King of the Mountain в полусреднем весе. |
| Победа       | 3-0       | Блейн Тайлер       | Технический нокаут (удары)                         | UA 4: King of the Mountain                        | 28 сентября 2002 | 2     | 2:01  | Оберри, США            | Четвертьфинал King of the Mountain в полусреднем весе. |
| Победа       | 2-0       | Крис Литл          | Раздельное решение                                 | IFC Warriors Challenge 17                         | 12 июля 2002     | 3     | 5:00  | Портервилл, США        | Завоевал чемпионский титул IFC United States в полусреднем весе. |
| Победа       | 1-0       | Майк Уик           | Удушающий приём (треугольник)                      | IFC Warriors Challenge 15                         | 31 августа 2001  | 1     | 3:43  | Оровилл, США           | |